# Schizoretepora tessellata
Schizoretepora tessellata är en mossdjursart som först beskrevs av Walter Douglas Hincks 1878.  Schizoretepora tessellata ingår i släktet Schizoretepora och familjen Phidoloporidae. Inga underarter finns listade i Catalogue of Life.